# Zgrada Magistrata (Ivanić-Grad)
Zgrada Magistrata (Ivanić-Grad), građevina u mjestu i općini Ivanić-Grad, zaštićeno kulturno dobro.

## Opis
Historicistička jednokatna zgrada magistrata u Ivanić-Gradu sagrađena je u razdoblju od 1871. – 1889. g. na mjestu nekadašnje utvrde i pregrađena 1907. – 1909. g. čime je formiran današnji izgled. Tlocrtno je u obliku slova L, s većim uličnim te kraćim i neznatno nižim dvorišnim krilom. Prostorna organizacija temelji se na prostranom središnjem predvorju iz kojeg je omogućen ulaz u većinu prostorija. Gotovo sve prostorije južnog krila imale su drvene oslikane stropove od kojih je restauriran oslik u glavnoj vijećničkoj dvorani. U zgradi je, uz kraće prekide, zadržan kontinuitet namjene s obzirom na to da je i danas u funkciji gradske vijećnice.

## Zaštita
Pod oznakom Z-5380 zaveden je kao nepokretno kulturno dobro - pojedinačno, pravna statusa zaštićena kulturnog dobra, klasificirano kao "sakralna graditeljska baština".